# Mamelukse architectuur

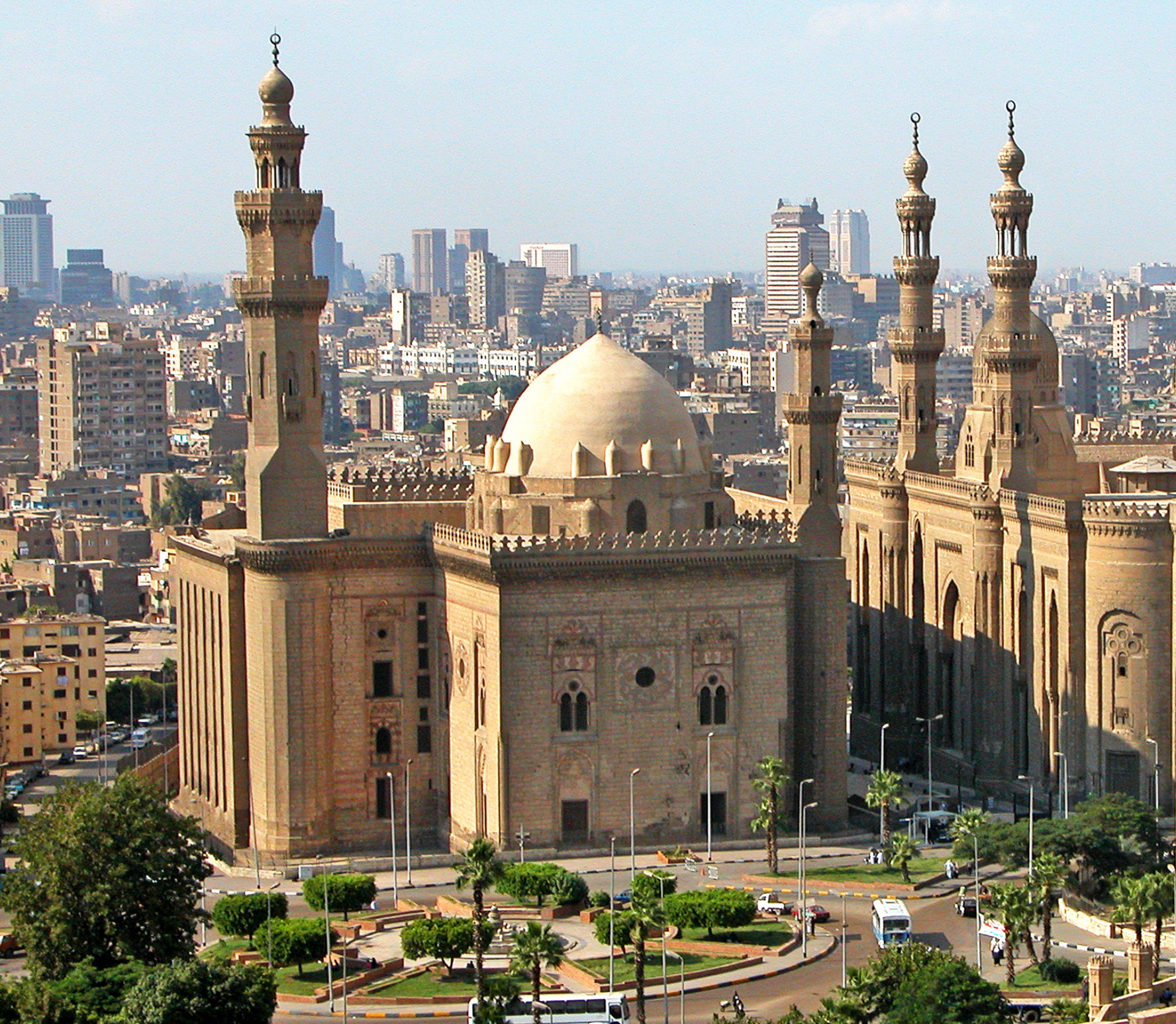
Moskee in Caïro in Mamelukse stijl.

De Mamelukse architectuur is de architectuurstijl onder de Mamelukse dynastie die regeerde over Egypte, Levant en Hijaz.
Ondanks hun vaak turbulente binnenlandse politiek waren de Mamelukse sultans krachtige voorstanders van de architectuur en droegen ze aanzienlijk bij aan het historische weefsel van Caïro. De Mamelukse periode, vooral in de 14e eeuw, markeerde het hoogtepunt van de macht en welvaart van Caïro. Hun architectuur is ook te vinden in steden als Damascus, Jeruzalem, Aleppo, Tripoli en Medina.
Toen het Mamelukse Rijk in 1517 werd veroverd door het Ottomaanse Rijk, werd de Mamelukse architectuur voortgezet als een lokale traditie in Caïro gecombineerd met elementen van Ottomaanse architectuur.